# SYS (Kommandozeilenbefehl)
SYS ist ein externer Kommandozeilenbefehl im PC-kompatiblem DOS und in Windows 9x zum Erzeugen oder Reparieren startfähiger Festplatten und Disketten.

## Arbeitsweise
Unter der Voraussetzung, dass der Datenträger bereits formatiert ist, installiert der Befehl bootbaren Code in den Bootsektor, den ersten logischen Sektor des Datenträgers.
Darüber hinaus werden die beiden Systemdateien, das DOS-BIOS (IO.SYS oder IBMBIO.COM) und der DOS-Kernel (MSDOS.SYS or IBMDOS.COM) ins Hauptverzeichnis des Datenträgers kopiert. Aufgrund von Einschränkungen in der Implementierung des Bootloaders müssen diese beiden Dateien die ersten zwei Dateien des Hauptverzeichnisses sein. Darüber hinaus muss bis MS-DOS bzw. PC DOS 3.3 der Inhalt beider Dateien komplett zuoberst unfragmentiert vorliegen, bei DOS 3.3 und 4.0 nur die ersten drei Sektoren von IO.SYS/IBMBIO.COM. Ab DOS 5.0 genügte es, wenn zumindest die ersten drei Sektoren von IO.SYS/IBMBIO.COM unfragmentiert irgendwo im Datenbereich abgelegt sind. SYS versucht daher auch, im Dateisystem allfällig vorhandene belegte Sektoren neu zu ordnen, bis obige Bedingungen erfüllt werden. Aus diesem Grunde arbeitet SYS nicht auf Dateisystem-Ebene, sondern greift direkt auf die Sektoren zu. DR-DOS hat dieses Problem nicht, der DR-DOS-Bootloader ist fähig, das DOS-BIOS und den Kernel selbständig zu finden. SYS muss dort nur den Bootsektor beschreiben, die Systemdateien werden einfach ins Hauptverzeichnis kopiert.
SYS kopiert ab DOS 5.0 auch den Kommandozeileninterpreter COMMAND.COM und ab MS-DOS 6.0 bzw. 6.2 DBLSPACE.BIN bzw. DRVSPACE.BIN ins Hauptverzeichnis.
Ein Artikel auf der Microsoft-Website erwähnt, dass SYS mit MS-DOS 2.0 eingeführt wurde, was genau genommen inkorrekt ist. SYS war bereits in 86-DOS 0.3 verfügbar. Gemäß der The MS-DOS Encyclopedia wurde SYS an IBM als Teil der ersten MS-DOS-Version lizenziert und als solches war es Bestandteil von IBM PC DOS 1.0 und MS-DOS 1.25.